# 蓝胸八色鸫
蓝胸八色鸫（学名：Pitta steerii），是八色鸫科八色鸫属的一种，为菲律宾的特有种。全球活动范围约为118,000平方千米。该物种的保护状况被评为易危。
蓝胸八色鸫的平均体重约为92.0克。栖息地为亚热带或热带的湿润低地林。